# Превген
Превген (др.-греч. Πρευγένης). Персонаж древнегреческой мифологии. Сын Агенора, отец Патрея. Из ахейцев, пришедших из Лакедемона после дорийского вторжения. Вместе с сыном основал город Патры. Уже после вторжения похитил из Спарты статую Лимнатиды и перенес в Месою. Его статуя в Патрах в виде мальчика, ежегодно Превгену приносили жертвы.